# Santo Stefano-sziget
Santo Stefano a Tirrén-tenger egy kis szigete Lazio és Campania partjai között. Földrajzilag a Ponzai-szigetek része. Kör alakú; átmérője kisebb mint 500 méter, területe kb. 27 hektár. Ventotene szigetétől 2 km-re keletre helyezkedik el, amellyel közigazgatásilag egy községet alkot.

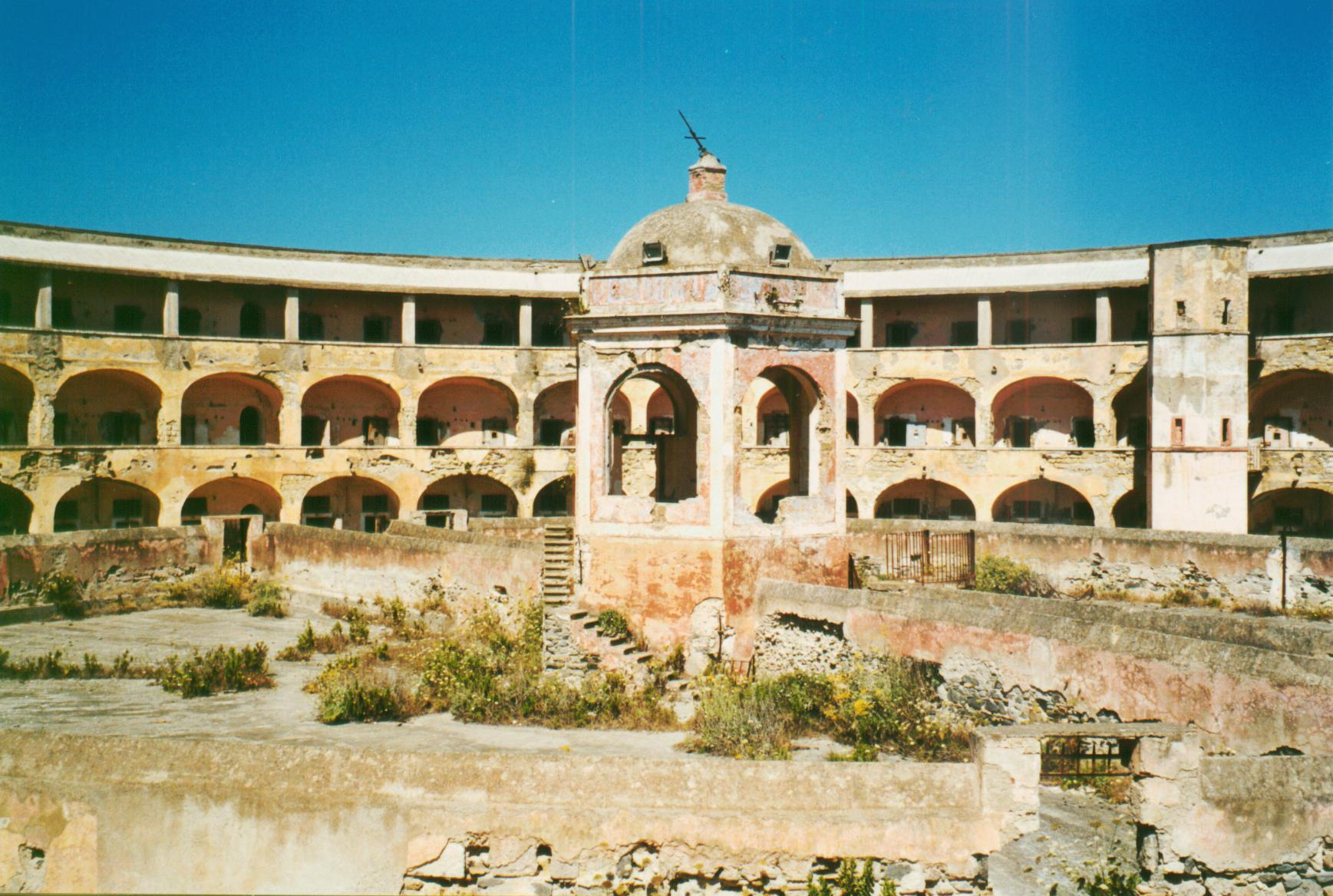
Santo Stefano börtönének belseje

A vulkáni eredetű szigeten egyetlen épület található: egy börtön, amelyet 1794 és 1795 között építtetett IV. Bourbon Ferdinánd, és amely 1965-ig működött. A 19. században itt töltötte büntetését számos anarchista ügynök, köztük Gaetano Bresci, I. Umbertó király gyilkosa is, akit ideszállítása után alig egy évvel (1901-ben) tisztázatlan körülmények között felakasztva találtak cellájában. Ismertebb rabjai között találhatjuk az író Giuseppe Buttát,  a későbbi köztársasági elnök Sandro Pertinit, Altiero Spinellit és Ernesto Rossit. E két utolsó adta ki 1941-ben a ventotenei nyilatkozatot, az európai integráció egyik gyökerét, amelyben a szerzők egy föderálisan berendezkedő közös Európát képzelnek el.
Jelenleg a sziget magánkézben van, és lakatlan.

## Fordítás
- Ez a szócikk részben vagy egészben  az   Isola di Santo Stefano című olasz Wikipédia-szócikk fordításán alapul.  Az eredeti cikk szerkesztőit annak laptörténete sorolja fel. Ez a jelzés csupán a megfogalmazás eredetét és a szerzői jogokat jelzi, nem szolgál a cikkben szereplő információk forrásmegjelöléseként.